# Callionymus macclesfieldensis
Callionymus macclesfieldensis е вид бодлоперка от семейство Callionymidae.

## Разпространение и местообитание
Видът е разпространен в Китай, Провинции в КНР, Тайван и Филипини.
Обитава крайбрежията на морета. Среща се на дълбочина от 77 до 79,6 m, при температура на водата около 22,6 °C и соленост 34,3 ‰.

## Описание
На дължина достигат до 5 cm.